# Barzakh Editions
Barzakh Editions is een onafhankelijke uitgeverij in Algerije. De uitgever brengt werk uit van een nieuwe generatie Algerijnse schrijvers.
Barzakh is binnen de islam de term die gebruikt wordt voor de periode tussen iemands dood en zijn wederopstanding op de Dag des oordeels en het verblijf in het akhirah daarna.

## Geschiedenis
De uitgeverij werd door Selma Hellal en Sofiane Hadjadj opgericht in het jaar 2000, tijdens de laatste jaren van de Algerijnse Burgeroorlog (1991-2002). In deze jaren hadden de conflicten Algerije voor een groot deel geïsoleerd van de buitenwereld. Volgens het Prins Claus Fonds zorgde de oprichting van Barzakh Editions ervoor dat er sindsdien opnieuw een deur was geopend tussen het land en de rest van de wereld.
Aanvankelijk was het de bedoeling om alleen werk te publiceren van schrijvers van Algerijnse bodem. Hellal en Hadjadj merkten echter dat de Algerijnse burgeroorlog tot gevolg had gehad, dat veel schrijvers naar het buitenland waren gevlucht. Hierdoor kwam de focus te liggen op de publicatie van zowel werk van auteurs in ballingschap als het beschikbaar en betaalbaar stellen van werk van lokale schrijvers die anders die kans mogelijk niet zouden hebben gehad.
Een belangrijke drijfveer voor de oprichters was de passie voor boeken en het vertrouwen dat de vrijheid van gedachte en van meningsuiting essentieel zijn voor ontwikkeling.
Anno 2010 heeft de uitgeverij meer dan 110 boeken uitgebracht, voornamelijk variërend tussen romans en poëzie. Daarnaast zijn boeken gepubliceerd in genres als filosofie, fotografie, toneel, politiek, kunst en meer.

## Sponsoring
Vanaf de start is de uitgeverij afhankelijk geweest van voornamelijk Europese sponsors, omdat de omstandigheden en de aard van de publicaties ervoor zorgden dat de uitgeverij niet levensvatbaar was. Tot de eerste sponsors behoorden het Algerijnse Kunst en Literatuur Fonds, de Europese Unie en het Cultureel Frans Centrum (CCF, Institut français). De Franse ambassade in Algiers nam de kosten voor het vestigen van de auteursrechten voor haar rekening. Daarnaast volgde nog ondersteuning uit meer landen, zoals uit Zwitserland.

## Onderscheiding
In 2010 werd Barzakh Editions bekroond met de Grote Prins Claus Prijs. Het jury eert de uitgever onder meer "voor het geven van een stem aan Algerijnen en voor het bouwen van een brug tussen verschillende talen en culturen."